# Bartolomeo Bonone

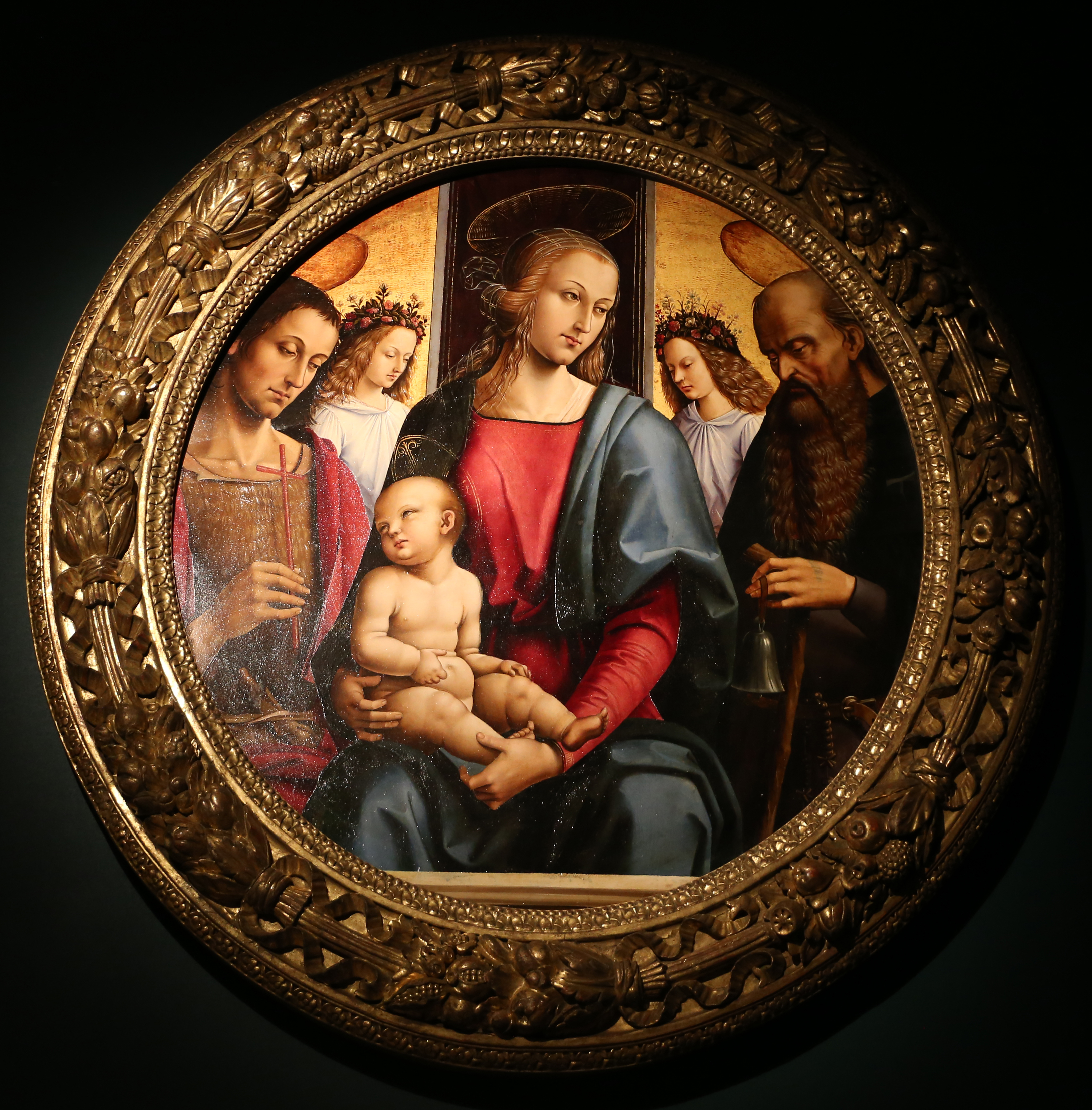
Madonna e santi, collezione privata

Bartolomeo Bonone noto anche come Bartolomeo Bernardi (fl. 1491-1528) è stato un pittore italiano del Rinascimento.

## Biografia

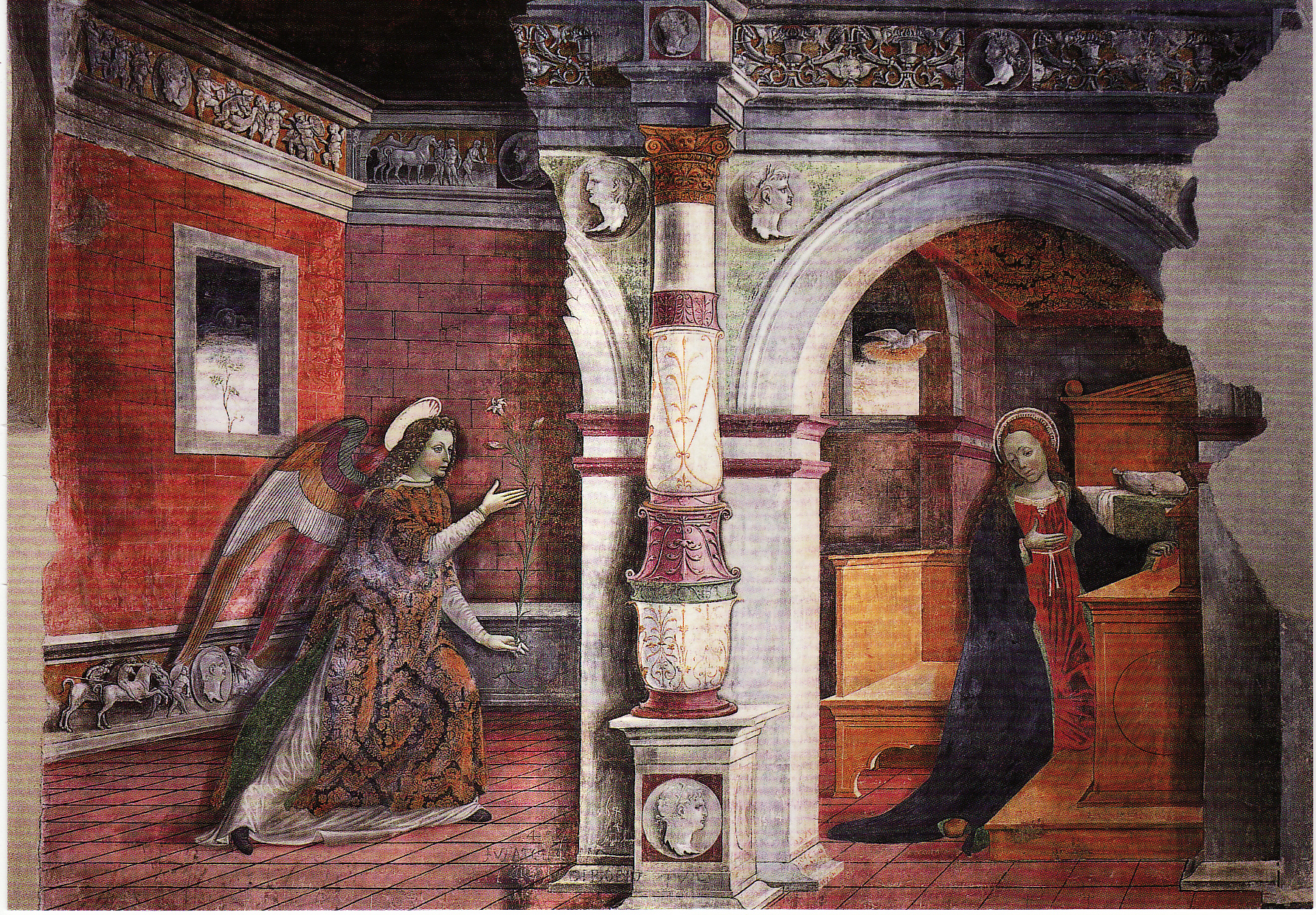
L'affresco dellAnnunciazione nella cappella di San Giovanni nel Duomo di Bobbio

Era figlio di un architetto di nome Bologna o Bonone di Fontanella in provincia di Bologna. Nel 1507 dipinse una pala d'altare con la Madonna in gloria tra santi per la chiesa di San Francesco a Pavia, ora nel Petit Palais di Avignone. Fu anche autore degli affreschi della Crocifissione nel Duomo di Piacenza e dell'Annunciazione nella cappella di San Giovanni nel Duomo di Bobbio. Si pensa che fosse originario di Pavia.